# Dietmar Petzina
Heinz Dietmar Petzina (* 15. September 1938 in Prag) ist ein deutscher Ökonom, Wirtschaftshistoriker und ehemaliger Rektor der Ruhr-Universität Bochum.
Dietmar Petzina wurde als zweites von fünf Kindern des Versicherungsinspektors Rudolf Petzina und dessen Frau Marianne, geborene Donner, in Prag geboren. Seine Eltern waren Deutschböhmen: Der Vater entstammte einer Beamtenfamilie aus Tachau, die Mutter stammte aus Plan. Petzina wuchs in Plan, Weisbach/Rhön und Gangkofen in Niederbayern auf. Nach dem Abitur an der Oberrealschule in Pfarrkirchen 1957 studierte er Wirtschaftswissenschaft, Geschichte und Soziologie an der Universität München. Nach dem Diplom (Volkswirt) im Jahre 1961 arbeitete Petzina beim Rationalisierungskuratorium der deutschen Wirtschaft (RKW) in München und setzte zugleich sein Studium der Volkswirtschaftslehre und Geschichte fort. Im September 1962 wechselte er als wissenschaftlicher Assistent an den Lehrstuhl für Wirtschafts- und Sozialgeschichte der Wirtschaftshochschule Mannheim, wo er im Juli 1965 mit der von Knut Borchardt betreuten Arbeit Der nationalsozialistische Vierjahresplan von 1936. Entstehung, Verlauf, Wirkungen zum Dr. rer. pol. promoviert wurde.  Petzinas Arbeit über den nationalsozialistischen Vierjahresplan gilt bis heute als unverzichtbare Darstellung der Wirtschaftsgeschichte des nationalsozialistischen Deutschlands. Von 1962 bis 1970 war er wissenschaftlicher Mitarbeiter an der Universität Mannheim sowie am Institut für Zeitgeschichte in München.
Von 1970 bis zu seiner Emeritierung 2003 lehrte Petzina als Professor für Sozial- und Wirtschaftsgeschichte an der Ruhr-Universität Bochum. Petzina übernahm zahlreiche Ämter in der akademischen Selbstverwaltung. Er war Dekan der Fakultät für Geschichtswissenschaft und von 1973 bis 1977 Prorektor für Planung und Finanzangelegenheiten. Von 1998 bis 2002 war er Rektor der Ruhr-Universität Bochum. Petzina betreute als Erstgutachter von 1973 bis 2002 38 Promotionen. Bedeutende Schüler von Petzina sind unter anderem Werner Abelshauser, Lutz Budraß, Jan-Otmar Hesse, Christian Kleinschmidt, Werner Plumpe und Wolfgang Zank.
Seine Forschungsschwerpunkte sind die Wirtschaftsgeschichte des 20. Jahrhunderts, besonders der Weimarer Republik und des Nationalsozialismus. Weitere Schwerpunkte sind die Konjunktur- und Krisengeschichte, die Landesgeschichte und Geschichte des Ruhrgebiets sowie die Geschichte der Dienstleistungen. Von 1991 bis 2003 war er Herausgeber des Jahrbuchs für Wirtschaftsgeschichte und gab auch Schmollers Jahrbuch heraus.

## Schriften (Auswahl)
Monografien
- mit Michael A. Kanther: Victor Aimé Huber (1800–1869). Sozialreformer und Wegbereiter der sozialen Wohnungswirtschaft (= Schriften zum Genossenschaftswesen und zur öffentlichen Wirtschaft. Band 36). Duncker & Humblot, Berlin 2000, ISBN 3-428-10122-7.
- Die deutsche Wirtschaft in der Zwischenkriegszeit (= Wissenschaftliche Paperbacks. Band 11). Steiner, Wiesbaden 1977, ISBN 3-515-02173-6.
- Autarkiepolitik im Dritten Reich. Der nationalsozialistische Vierjahresplan (= Schriftenreihe der Vierteljahrshefte für Zeitgeschichte. Nr. 16). Deutsche Verlags-Anstalt, Stuttgart 1968 (Zugleich: Mannheim, Wirtschaftshochschule, Diss., 1965 unter dem Titel: Der nationalsozialistische Vierjahresplan von 1936. Entstehung, Verlauf, Wirkungen) (online).

Aufsatzsammlung
- Werner Abelshauser, Lutz Budraß, Anselm Faust, Werner Plumpe (Hrsg.): Die Verantwortung des Staates für die Wirtschaft. Ausgewählte Aufsätze. (= Bochumer Schriften zur Unternehmens- und Industriegeschichte. Band 8), Klartext, Essen 2000, ISBN 3-88474-869-6.

Herausgeberschaften
- mit Werner Plumpe, Gerold Ambrosius: Moderne Wirtschaftsgeschichte. Eine Einführung für Historiker und Ökonomen. 2., überarbeitete und erweiterte Auflage. Oldenbourg, München 2006, ISBN 3-486-57878-2.
- Probleme der Finanzgeschichte des 19. und 20. Jahrhunderts (= Schriften des Vereins für Socialpolitik. Neue Folge. Band 188). Duncker & Humblot, Berlin 1989, ISBN 3-428-06698-7.
- mit Walter Euchner: Wirtschaftspolitik im britischen Besatzungsgebiet, 1945–1949 (= Düsseldorfer Schriften zur neueren Landesgeschichte und zur Geschichte Nordrhein-Westfalens. Band 12). Schwann, Düsseldorf 1984, ISBN 3-590-18124-9.
- Konjunktur, Krise, Gesellschaft. Wirtschaftliche Wechsellagen und soziale Entwicklung im 19. und 20. Jahrhundert (= Geschichte und Gesellschaft. Bochumer historische Studien. Band 25). Klett-Cotta, Stuttgart 1981, ISBN 3-12-913200-7.